# Trentemøller
Anders Trentemøller, né le 16 octobre 1972 à Vordingborg (Danemark), est un artiste, DJ et compositeur danois de musique électronique venant de Copenhague.

## Biographie
Anders Trentemøller fait ses débuts en 1997, tout comme DJ T.O.M. avec qui il forme le premier Live-act House au Danemark, Trigbag. Ils publient aussi un certain nombre de remixes et leur single Showtime, sorti sous le pseudonyme Trigbag, est joué par des DJ's ou producteurs de renommée internationale tels que Alex Gopher, Laurent Garnier ou Etienne de Crécy. Trigbag est dissout en 2000, à la suite de quoi Trentemøller choisit de s'éloigner de la scène house pendant deux ans.
Pendant l'été 2003, Trentemøller sort un EP intitulé Trentemøller (chez Naked Music) comprenant les titres Le Champagne et Work in Progress. Cet EP rencontre un succès international, et est jouée par des DJ's tels que Pete Tong, Danny Tenaglia, John Digweed ou encore Steve Bug. Le Champagne est sélectionné comme l'un des 10 meilleurs titres sortis en 2003 par le magazine Allemand Groove. Trentemøller reçoit également le prix du "Titre de l'année" aux Danish DJ Awards en février 2004 pour le même titre.
En décembre 2004 Beta Boy sort chez Out of orbit, et en février 2005 Steve Bug sort le célèbre EP de Trentemøller Physical fraction sur son tout nouveau label Audiomatique. Ce titre connait un certain succès lors de l'été 2005. Peu de temps, Steve Bug décide d'accueillir Anders au sein de la famille Poker Flat sur lequel sort le titre Polar Shift (pfr56), suivi de Sunstroke (pfr61). 
En 2006, son premier album The Last Resort est produit sur le Label "Poker Flat" ainsi que son nouveau vinyle Killer Kat.        
En 2013, son troisième album Lost offre un nouveau virage musical. Alliage entre atmosphère ambiant, rock progressif et musique Electronique expérimentale et minimale, Lost donne une connotation nouvelle à la musique du Danois.  
En 2016, son quatrième album Fixion brise définitivement le lien avec son passé musical techno-house de ses débuts. Sa musique devient une électro sophistiquée, avec une forte empreinte cold-wave voire post punk des années 1980.
Un cinquième, Obverse, est sorti en 2019, nommé au IMPALA's European Independent Album of the Year Award 2019, et un sixième album, Memoria, en 2022.

## Style
La majorité des artistes de la scène électro le désignent comme faisant partie de la vague minimal house, caractérisée chez lui par des bruitages electronica très travaillés alliés à la chaleur et la profondeur des claviers analogiques. Mais il ne se revendique pas de ce style. Si ses maxis sont très dansants, son album est beaucoup plus intimiste, allant chercher du côté du tempo électro-jazz, parfois proche d'Amon Tobin, mais également du côté de la new wave, et de l'ambient.

## Discographie

### Maxis
- The forest
- Kink
- Sunstroke
- Minimal fox
- Polar shift
- Serenitti
- In progress
- Prana
- Physical fraction
- Rykketid
- Gush
- Killer kat
- Nam nam
- Vamp
- Polar shift
- Chameleon
- Le champagne
- Miss you
- Moan

### Remixes
- UNKLE - The Answer
- Jokke Ilsøe - Feeling Good
- Robyn - Konichiwa Bitches
- Yoshimoto - Du What Ya Du
- Unai - Oh You & I
- Röyksopp - What else is there
- Sharon Philips - Want 2 Need 2
- Andy Caldwell - Give A Little
- Aya - Uptown
- Mathias Schaffhauser - Coincidance
- Everything, Fred, 20 For 7 - Friday
- Djosos Krost - Chapter One
- Martinez - Shadowboxing
- Pet Shop Boys - Sodom
- Vernis - Bubble Bath
- Rhythm Slaves - The Light You Will See
- The Knife - We Share Our Mothers Health
- Djuma Soundsystem - Les Djinns
- Moby - Go
- Pashka feat. Ijeoma - Island Breeze
- Depeche Mode - Wrong
- Laid Back - Beautiful Day
- The Dø - Too Insistent
- M83 - Midnight City
- Modeselektor feat. Thom Yorke - The White Flash
- Bruce Springsteen - State Trooper (BO "De Rouille et d'Os")
- Klovn - Mcklaren
- Jenny Lee - Boom Boom